# Cheyenne (Jason Derülo)
Cheyenne is een nummer van de Amerikaanse zanger Jason Derülo uit 2015. Het is de tweede single van zijn vierde studioalbum Everything Is 4.
In tegenstelling tot voorloper Want to Want Me, wat wereldwijd een grote hit werd, had "Cheyenne" weinig succes. In de Amerikaanse Billboard Hot 100 haalde het de 66e positie. In de Nederlandse Top 40 haalde het nummer slechts een 38e positie, en in Vlaanderen bereikte het de 6e positie in de Tipparade.